# Stone Mountain

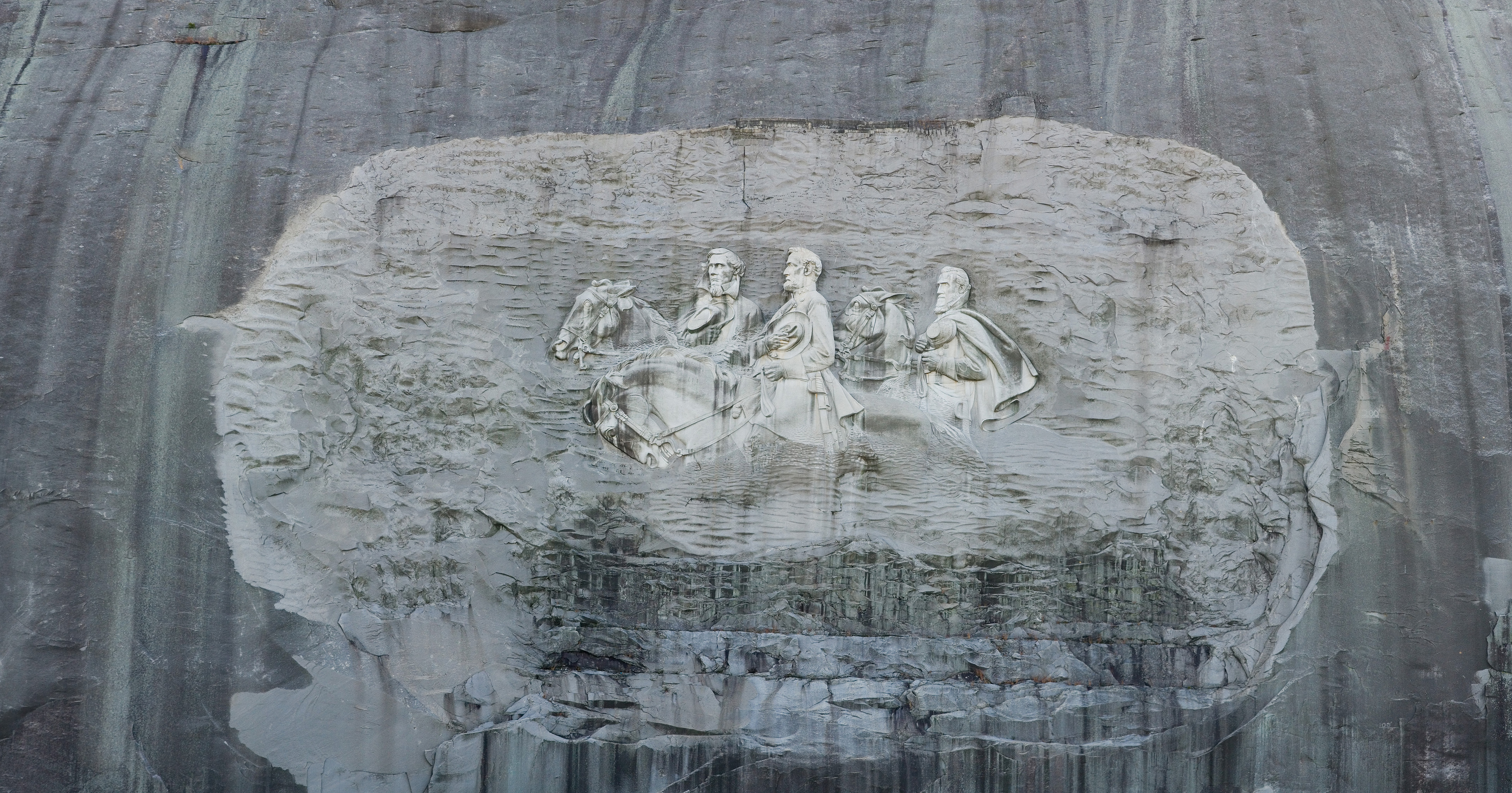

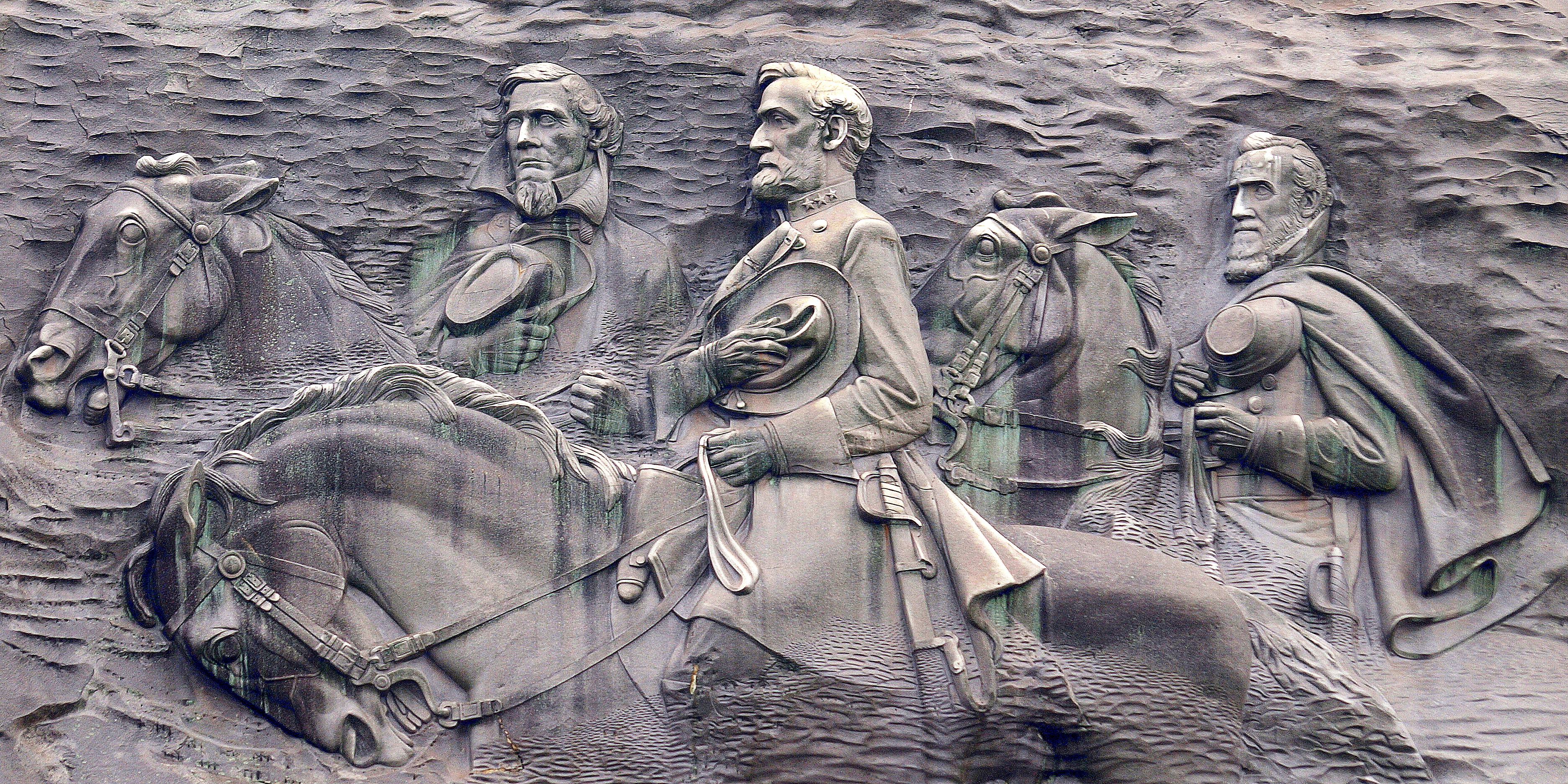
Davis, Lee, Jackson

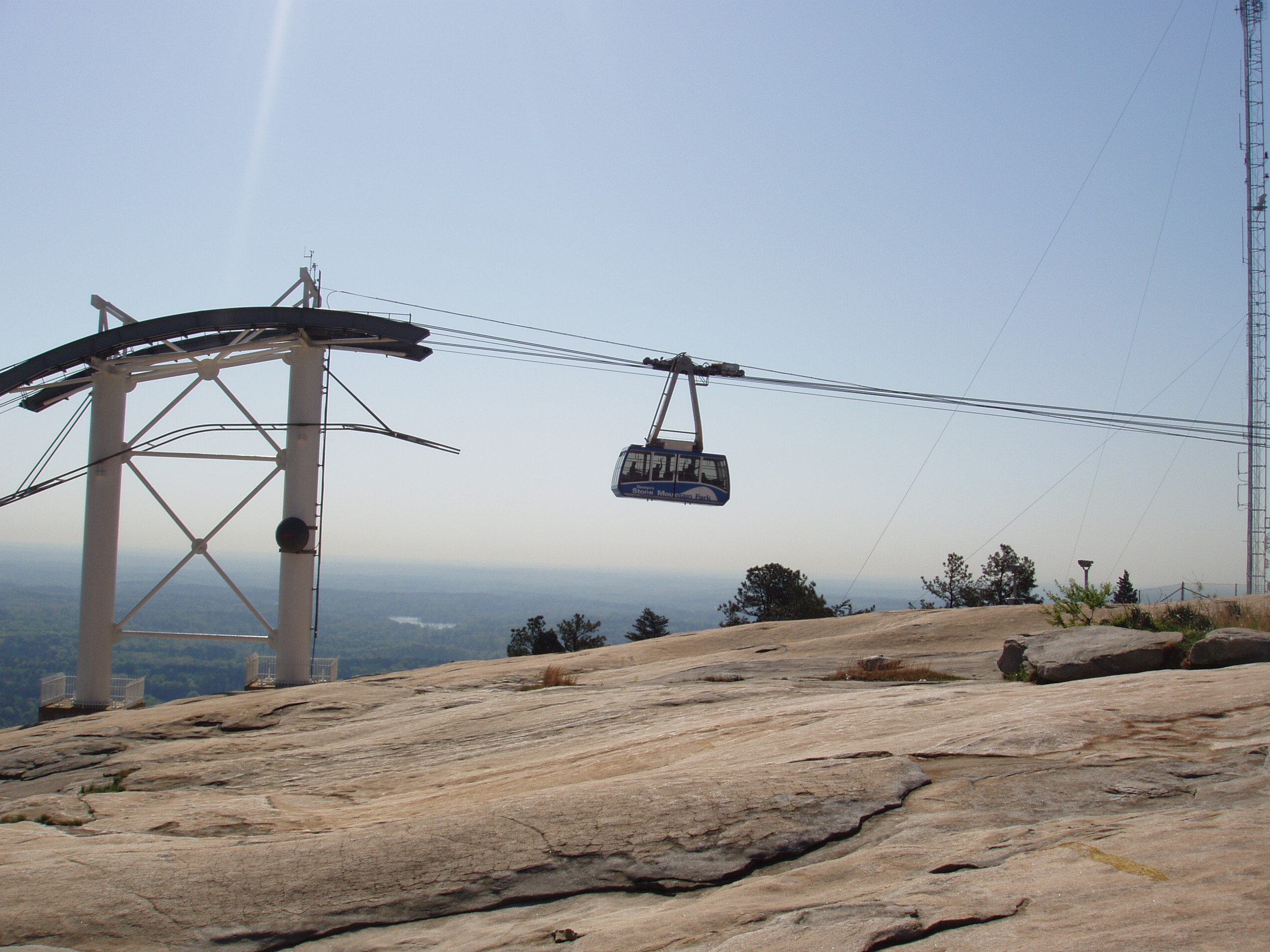
Kolej linowa na Stone Mountain

Stone Mountain – płaskorzeźba na granitowej górze Stone Mountain w mieście o tej samej nazwie (hrabstwo DeKalb) w stanie Georgia, na przedmieściach Atlanty (hrabstwo Fulton). Wznosi się na wysokość 1683 stóp (prawie 513 metrów) n.p.m.
Jest pomnikiem trzech prominentnych postaci Skonfederowanych Stanów Ameryki: prezydenta Jeffersona Davisa oraz generałów Roberta E. Lee i Thomasa Jacksona. Jeżdżą konno, trzymają kapelusze przy sercach jakby słuchali hymnu. Zarządza nim Stone Mountain Memorial Association w imieniu rządu stanowego.

## Historia
Autorką pomysłu była Helen Plane, członkini Zjednoczonych Córek Konfederacji. Przedstawiła go w 1909 przewodniczącemu rady miasta Atlanty w setną rocznicę urodzin Abrahama Lincolna. Podobny pomysł powstał pod koniec lat 60. XIX wieku – został odrzucony z powodu wielkich kosztów. Pierwotnie planowano przedstawić Roberta E. Lee konno, a za nim Armię Stanów Skonfederowanych. Później zdecydowano o zastąpieniu jej Davisem i Jacksonem.
Do idei pomnika powrócono w 1914. Ówczesny senior rodu Venable, do której należała ziemia, zlecił kierowanie pracami Johnowi Gutzonowi (późniejszemu twórcy Mount Rushmore). Wstępny projekt był gotowy w 1917. Nie udało się pozyskać sponsorów z powodu przystąpienia Stanów Zjednoczonych do I wojny światowej.
Na początku 1923 zbierano potrzebne fundusze i rozpoczęto roboty. Zostały przerwane z powodu kontrowersji zarówno w stanach północnych, jak i południowych. Nierealne było planowane zakończenie w 1927 w 120. rocznicę urodzin Roberta E. Lee. W lutym 1925 Gutzon popadł w konflikt ze sponsorami i jego kontrakt został anulowany. Zanim wyjechał z Georgii, zniszczył wszystkie modele. Dzieła próbował dokończyć Henry Augustus Lukeman, lecz miał za mało czasu więc pomnik został wysadzony w powietrze i zaczęto wszystko od początku. Trzy lata później, rodzina Venable wycofała się z udostępnienia swojej działki Ku Klux Klanowi. Ofertę kupna złożył rząd stanowy, lecz do transakcji doszło dopiero 11 kwietnia 1956 za kwotę 1 125 000 dolarów.
W 1958 z inicjatywy gubernatora Marvina Griffina parlament stanowy postanowił o finansowaniu ponownych prac. W 1963 zlecono kierowanie robotami Walkerowi Hancockowi. Od 1970 kierownictwo przejął Roy Faulkner, który później pracował w muzeum historii pomnika (obecnie zamknięte).
Prace wznowiono 4 lipca 1964. Przerwano je 9 maja 1970, kiedy 100 000 ludzi protestowało przeciwko wojnie wietnamskiej na terenie Dystryktu Kolumbii. 3 marca 1972, płaskorzeźbę uznano za skończoną.

## Ku Klux Klan
W tym miejscu 25 listopada 1915 reaktywowano Ku Klux Klan. Niektórzy członkowie dyskretnie uczestniczyli w projektowaniu i składaniu darów pieniężnych. Jedną z przyczyn była premiera kontrowersyjnego filmu Narodziny narodu w reżyserii Davida Warka Griffitha, a także zlinczowanie Leo Franka – mordercy dwunastoletniej Mary Phagan. William Joseph Simmons zorganizował spotkanie zakapturzonych ludzi, którzy założyli organizację Rycerze Mary Phagan. Odprawiono ceremonię spalenia krzyża i złożono przysięgę na pamięć generała Nathana Bedforda Forresta. W reakcji na to zdarzenie Martin Luther King miał rzec: Pozwólcie zabrzmieć Wolności ze Stone Mountain w Georgii.
W październiku 1923 senior rodu Venable, właściciel terenu, przyznał Klanowi prawo do wieczystego gloryfikowania pomnika. Na decyzji zaważyło zasilenie budżetu przedsięwzięcia kwotą 250 000 dolarów oraz lobbowanie w parlamencie stanowym. Klan rozpoczął jawną kampanię wraz ze Zjednoczonymi Córkami Konfederacji. John Gutzon został przyjęty do KKK. Część pieniędzy pochodziła z dotacji rządu federalnego, który w 1924 wypuścił kolekcjonerską monetę 50 centów, przedstawiającą Roberta E. Lee i Thomasa Jacksona.
W celu zapobieżenia kontrowersjom rząd stanowy odebrał Klanowi prawo do wieczystego kultywowania płaskorzeźby. Od tego czasu nie odbył się przy niej żaden wiec.

## Współczesność
Podczas Letnich Igrzysk Olimpijskich 1996 w Atlancie rozgrywano w tych okolicach zawody w łucznictwie, tenisie ziemnym oraz wyścigi kolarskie.
16 września 2003 po przeciwnej niż pomnik stronie góry w bardzo trudno dostępnym terenie rozbił się mały samolot. Pilot zginął na miejscu. Oficjalny raport nie podaje przyczyn, lecz jeden ze świadków zeznał: Odgrażał się wiele razy, że popełni samobójstwo, rozbijając się o Stone Mountain. Wydobycie zwłok wymagało pomocy wspinaczy górskich.

## Pozostałe atrakcje
- Confederate Hall – muzeum prowadzące działalność edukacyjną z zakresu ekologii, geologii i historii Georgii.
- Pokazy laserowe podczas Memorial Day i Labor Day.
- Pociąg okrążający całą górę. Pierwotnie obsługiwany przez parowozy. W połowie roku 1980, zastąpione przez lokomotywy na silnik Diesla, by obniżyć koszty eksploatacji.
- Kolej linowa mijająca płaskorzeźbę po drodze.
- Wycieczka statkiem po jeziorze Stone Mountain. Jest repliką pływających po rzece Missisipi.
- The Antebellum Plantation and Farmyard – budynki z lat 1790–1845.
- Codzienny koncert carillonu składającego się z 732 dzwonków.
- Koło młyńskie z 1869.
- Kino 4D, wyświetlające filmy o lokalnych legendach i historii.